# Ncaang
Ncaang est une ville du Botswana.